# Turn-Weltmeisterschaften 1978
Die 19. Turn-Weltmeisterschaften fanden vom 22. bis zum 29. Oktober 1978 in Straßburg statt.

## Ergebnisse

### Männer
Mehrkampf
| Rang | Athlet             | Punkte  |
| ---- | ------------------ | ------- |
| 1    | Nikolai Andrianow  | 117.200 |
| 2    | Eizō Kenmotsu      | 116.550 |
| 3    | Alexander Ditjatin | 116.375 |
| 4    | Eberhard Gienger   | 116.200 |
| 5    | Hiroshi Kajiyama   | 115.900 |
| 6    | Kurt Thomas        | 115.725 |
| 7    | Shigeru Kasamatsu  | 115.625 |
| 8    | Stojan Deltschew   | 115.225 |
| 9    | Bart Conner        | 115.200 |
| 10   | Michael Nikolay    | 115.175 |
| ...  |                    |         |
| 13   | Roland Brückner    | 114.775 |
| 14   | Ralph Bärthel      | 114.450 |
| 17   | Volker Rohrwick    | 113.925 |
| 19   | Robert Bretscher   | 113.850 |
| 27   | Edgar Jorek        | 112.650 |
| 30   | Peter Schmid       | 111.450 |
| 32   | Philippe Gaille    | 111.000 |

Mannschaft
| Rang | Land               | Athleten | Punkte  |
| ---- | ------------------ | --- | ------- |
| 1    | Japan              | Eizō Kenmotsu, Hiroshi Kajiyama, Shigeru Kasamatsu, Junishi Shimizu, Shonzo Shiraishi, Mitsuo Tsukahara        | 579.850 |
| 2    | Sowjetunion        | Nikolai Andrianow, Alexander Ditjatin, Alexander Tkatschow, Gennadi Kryssin, Eduard Asarjan, Wladimir Markelow | 578.950 |
| 3    | DDR                | Roland Brückner, Michael Nikolay, Ralph Bärthel, Reinhard Rückriem, Lutz Mack, Ralf-Peter Hemmann              | 571.750 |
| 4    | Vereinigte Staaten | Kurt Thomas, Bart Conner, Wilson, Jim Hartung, Cahoy, Peter Kormann                                            | 568.700 |
| 5    | BR Deutschland     | Eberhard Gienger, Volker Rohrwick, Edgar Jorek, Werner Steinmetz, Ferdinand Greulich, Benno Groß               | 566.900 |
| 6    | Ungarn             | Ferenc Donáth, Zoltán Magyar, Péter Kovács, Janos Sivado, Zoltán Kelemen, Kramarics                            | 566.300 |
| ...  |                    | |         |
| 10   | Schweiz            | | 550.950 |
| 19   | Österreich         | | 523.050 |

Boden
| Rang | Athlet             | Punkte |
| ---- | ------------------ | ------ |
| 1    | Kurt Thomas        | 19.650 |
| 2    | Shigeru Kasamatsu  | 19.575 |
| 3    | Alexander Ditjatin | 19.400 |
| 4    | Nikolai Andrianow  | 19.350 |
| 5    | Stojan Deltschew   | 19.200 |
| 6    | Edgar Jorek        | 19.175 |
| 7    | Roland Brückner    | 19.050 |
| 8    | Jiří Tabák         | 18.825 |

Pauschenpferd
| Rang | Athlet             | Punkte |
| ---- | ------------------ | ------ |
| 1    | Zoltán Magyar      | 19.800 |
| 2    | Eberhard Gienger   | 19.425 |
| 3    | Stojan Deltschew   | 19.400 |
| 4    | Ferenc Donáth      | 19.350 |
| 4    | Alexander Ditjatin | 19.350 |
| 6    | Michael Nikolay    | 19.325 |
| 7    | Bart Conner        | 19.300 |
| 8    | Shigeru Kasamatsu  | 18.750 |

Ringe
| Rang | Athlet             | Punkte |
| ---- | ------------------ | ------ |
| 1    | Nikolai Andrianow  | 19.700 |
| 2    | Alexander Ditjatin | 19.675 |
| 3    | Dan Grecu          | 19.650 |
| 4    | Shigeru Kasamatsu  | 19.525 |
| 5    | Lutz Mack          | 19.500 |
| 6    | Eizō Kenmotsu      | 19.475 |
| 7    | Nicolae Oprescu    | 19.325 |
| 8    | Ferenc Donáth      | 19.275 |

Sprung
| Rang | Athlet             | Punkte |
| ---- | ------------------ | ------ |
| 1    | Junichi Shimizu    | 19.600 |
| 2    | Nikolai Andrianow  | 19.575 |
| 3    | Ralph Bärthel      | 19.550 |
| 4    | Alexander Ditjatin | 19.475 |
| 5    | Lutz Mack          | 19.400 |
| 6    | Edgar Jorek        | 19.375 |
| 7    | Bart Conner        | 19.200 |
| 8    | Eizō Kenmotsu      | 19.150 |

Barren
| Rang | Athlet              | Punkte |
| ---- | ------------------- | ------ |
| 1    | Eizō Kenmotsu       | 19.600 |
| 2    | Nikolai Andrianow   | 19.575 |
| 2    | Hiroshi Kajiyama    | 19.575 |
| 4    | Alexander Tkatschow | 19.450 |
| 5    | Bart Conner         | 19.375 |
| 6    | Eberhard Gienger    | 19.275 |
| 6    | Henri Boërio        | 19.275 |
| 8    | Michael Nikolay     | 19.225 |

Reck
| Rang | Athlet              | Punkte |
| ---- | ------------------- | ------ |
| 1    | Shigeru Kasamatsu   | 19.675 |
| 2    | Eberhard Gienger    | 19.650 |
| 3    | Stojan Deltschew    | 19.600 |
| 3    | Gennadi Kryssin     | 19.600 |
| 4    | Alexander Tkatschow | 19.500 |
| 6    | Michael Nikolay     | 19.450 |
| 7    | Reinhard Rückriem   | 19.225 |
| 8    | Eizō Kenmotsu       | 19.075 |

### Frauen
Mehrkampf
| Rang | Athletin                | Punkte |
| ---- | ----------------------- | ------ |
| 1    | Jelena Muchina          | 78.725 |
| 2    | Nelli Kim               | 78.575 |
| 3    | Natalja Schaposchnikowa | 77.875 |
| 4    | Nadia Comăneci          | 77.725 |
| 5    | Emilia Eberle           | 77.300 |
| 6    | Věra Černá              | 77.025 |
| 7    | Steffi Kräker           | 76.950 |
| 8    | Rhonda Schwandt         | 76.650 |
| ...  |                         |        |
| 10   | Silvia Hindorff         | 76.400 |
| 15   | Birgit Süß              | 76.225 |
| 21   | Annette Michler         | 75.375 |
| 24   | Petra Kurbjuweit        | 75.050 |
| 26   | Annette Toifl           | 74.950 |

Mannschaft
| Rang | Land               | Athletinnen                                                                                                  | Punkte  |
| ---- | ------------------ | --- | ------- |
| 1    | Sowjetunion        | Jelena Muchina, Nelli Kim, Natalja Schaposchnikowa, Marija Filatowa, Tatjana Arschannikowa, Swetlana Agapowa | 388.950 |
| 2    | Rumänien           | Nadia Comăneci, Emilia Eberle, Marilena Neacșu, Teodora Ungureanu, Anca Grigoraș, Marilena Vlădărău          | 384.250 |
| 3    | DDR                | Steffi Kräker, Silvia Hindorff, Birgit Süß, Heike Kunhardt, Karola Sube, Ute Wittwer                         | 382.250 |
| 4    | Ungarn             | Margit Tóth, Erika Gabonyi, Éva Kanyó, Éva Óvári, Zsuzsa Kalmár, Andrea Horacsek                             | 377.800 |
| 5    | Vereinigte Staaten | Kathy Johnson, Rhonda Schwandt, Marcia Frederick, Donna Turnbow, Christa Canary, Leslie Pyfer                | 377.450 |
| 6    | Tschechoslowakei   | Věra Černá, Zemanová, Marečková, Gajdosova, Brydlova, Sauerova                                               | 373.850 |
| ...  |                    | |         |
| 9    | BR Deutschland     | | 369.250 |
| 15   | Schweiz            | | 361.150 |
| 21   | Österreich         | | 347.100 |

Sprung
| Rang | Athletin                | Punkte |
| ---- | ----------------------- | ------ |
| 1    | Nelli Kim               | 19.625 |
| 2    | Nadia Comăneci          | 19.600 |
| 3    | Steffi Kräker           | 19.550 |
| 4    | Rhonda Schwandt         | 19.525 |
| 5    | Emilia Eberle           | 19.475 |
| 6    | Natalja Schaposchnikowa | 19.400 |
| 7    | Heike Kunhardt          | 19.200 |
| 8    | Andrea Horacsek         | 19.075 |

Stufenbarren
| Rang | Athletin         | Punkte |
| ---- | ---------------- | ------ |
| 1    | Marcia Frederick | 19.800 |
| 2    | Jelena Muchina   | 19.725 |
| 3    | Emilia Eberle    | 19.625 |
| 4    | Marija Filatowa  | 19.600 |
| 5    | Nadia Comăneci   | 19.575 |
| 6    | Steffi Kräker    | 19.500 |
| 7    | Věra Černá       | 19.300 |
| 8    | Birgit Süß       | 18.825 |

Schwebebalken
| Rang | Athletin                | Punkte |
| ---- | ----------------------- | ------ |
| 1    | Nadia Comăneci          | 19.625 |
| 2    | Jelena Muchina          | 19.600 |
| 3    | Emilia Eberle           | 19.575 |
| 4    | Éva Óvári               | 19.400 |
| 5    | Věra Černá              | 19.300 |
| 6    | Silvia Hindorff         | 19.225 |
| 7    | Éva Kanyó               | 19.000 |
| 8    | Natalja Schaposchnikowa | 18.850 |

Boden
| Rang | Athletin        | Punkte |
| ---- | --------------- | ------ |
| 1    | Nelli Kim       | 19.775 |
| 1    | Jelena Muchina  | 19.775 |
| 3    | Kathy Johnson   | 19.525 |
| 4    | Emilia Eberle   | 19.500 |
| 5    | Silvia Hindorff | 19.475 |
| 6    | Věra Černá      | 19.450 |
| 7    | Birgit Süß      | 19.375 |
| 8    | Nadia Comăneci  | 19.250 |

## Medaillenspiegel
| Rang | Land                            | Gold | Silber | Bronze | Gesamt |
| ---- | ------------------------------- | ---- | ------ | ------ | ------ |
| 1    | Sowjetunion                     | 7    | 7      | 4      | 18     |
| 2    | Japan                           | 4    | 3      | –      | 7      |
| 3    | Vereinigte Staaten              | 2    | –      | 1      | 3      |
| 4    | Rumänien                        | 1    | 2      | 3      | 6      |
| 5    | Ungarn                          | 1    | –      | –      | 1      |
| 6    | BR Deutschland                  | –    | 2      | –      | 2      |
| 7    | Deutsche Demokratische Republik | –    | –      | 4      | 4      |
| 8    | Bulgarien                       | –    | –      | 2      | 2      |
|      | Gesamt                          | 15   | 14     | 14     | 43     |